# Betume

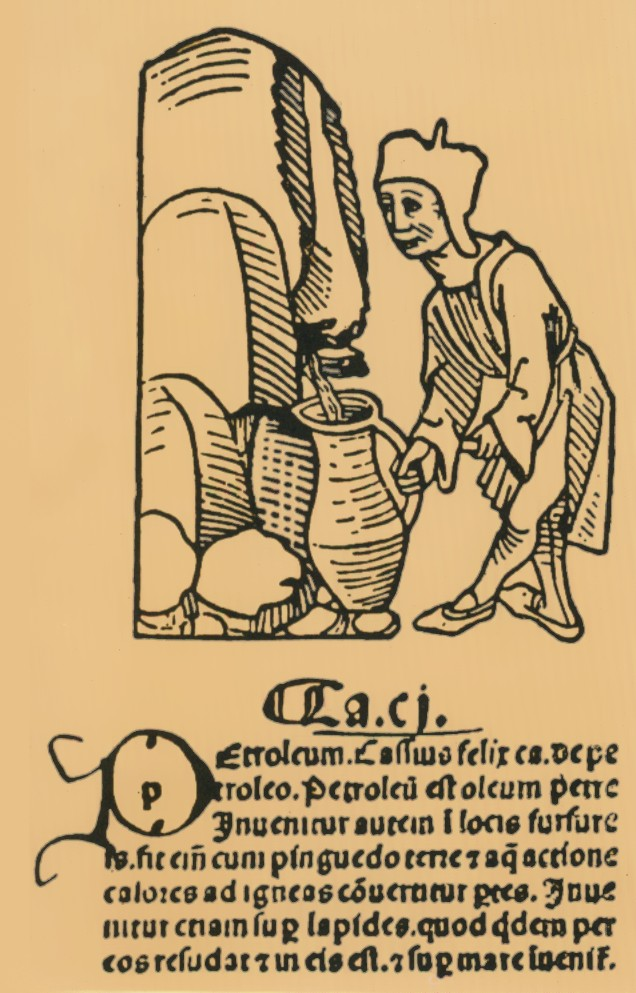
Gravura do século XVI mostrando o extrativismo do betume (óleo da pedra - petroleum), em estado natural.

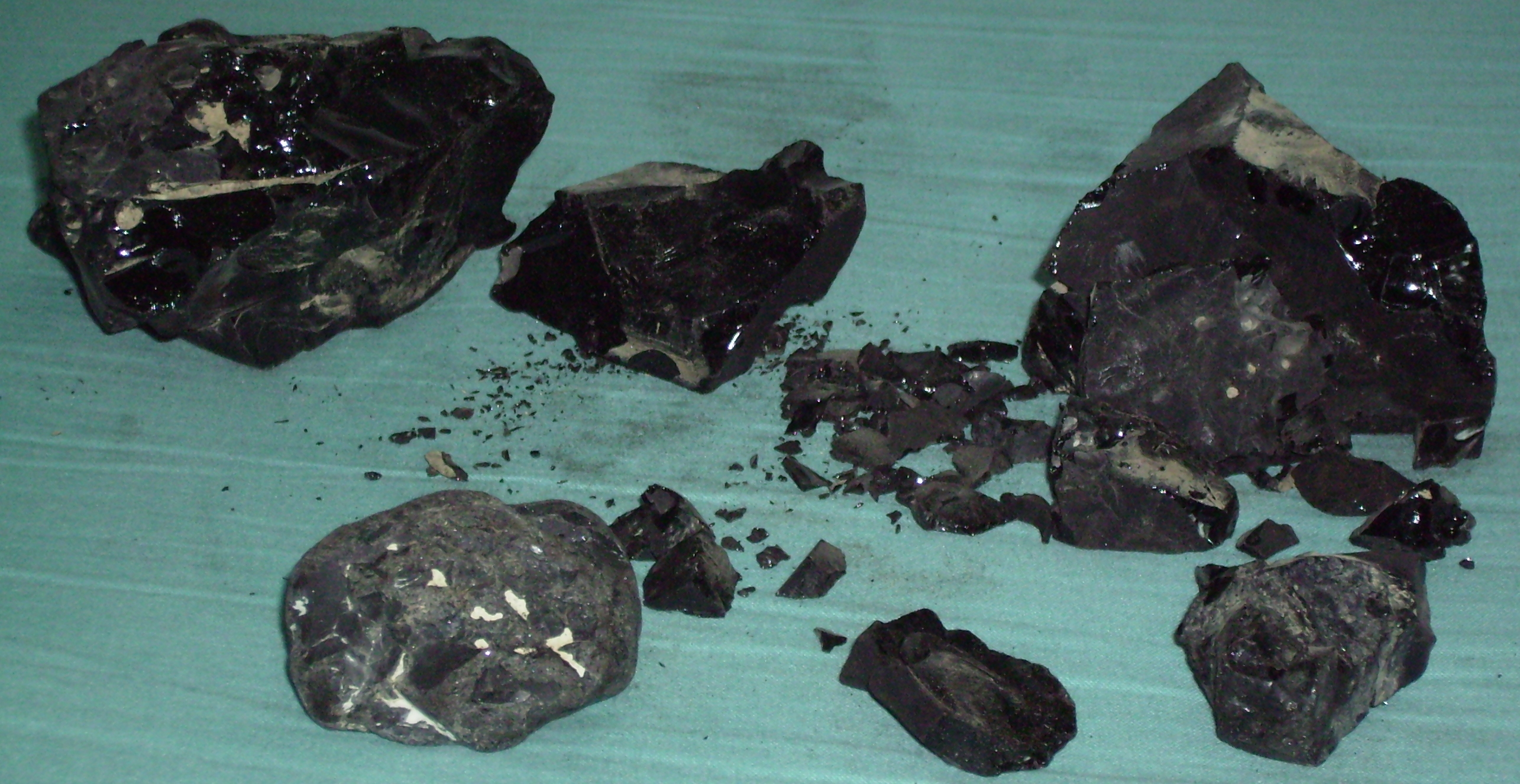
Betume natural do Mar Morto

Betume, bitume (do latim bitumine) ou pez mineral é uma mistura líquida de alta viscosidade, cor escura e é facilmente inflamável. É formada por compostos químicos (hidrocarbonetos), e que pode tanto ocorrer na natureza como ser obtido artificialmente, em processo de destilação do petróleo. Seja encontrado em depósitos naturais ou refinado a partir do petróleo, a substância é classificada como piche. Antes do século XX, o asfalto era um termo genérico. A palavra deriva da palavra grega antiga ἄσφαλτος (ásphaltos), que se refere ao betume natural ou piche. O maior depósito natural de betume do mundo é o Lago Piche, no sudoeste de Trinidade, que se estima conter 10 milhões de toneladas.

## Histórico
O nome betume era aplicado para designar essa forma de petróleo naturalmente encontrada, recebendo diversas denominações além das duas: asfalto, alcatrão, lama, resina, azeite, óleo de São Quirino. A Bíblia cita lagos de asfalto, usado como impermeabilizante, para acender fogueiras e nos altares. Nabucodonosor II pavimentara estradas com ele na Babilônia, os egípcios nos processos de mumificação e nas pirâmides. Romanos deram-lhe fins bélicos, como combustível em lanças incendiárias, no que foram imitados pelos árabes.
Ainda na Bíblia, Deus mandara a Noé: "betumerás com betume sua arca, tanto por dentro como por fora" (Gênesis, 6, 14). Os sumérios e assírios usavam-no para tratar doenças de pele. Além dos fins rituais e medicinais, os egípcios serviam-se do betume para calafatear os canais de irrigação, os barcos e casas. Entre os incas recebeu um nome que significava "goma da terra", e este povo chegou a destilar o petróleo.
Os gregos consideravam o mineral como estratégico, e tinham reservas para seu uso. Quando os romanos adotaram a técnica de uso bélico do óleo natural, batizaram inicialmente, dado seu mau odor, de stercus diaboli, antes de chamarem-no óleo de pedra
Às 17:00 de 11 de julho de 2013, foi concluído o mais duradouro experimento sobre o betume após 69 anos, no qual se demonstrou que esta substância é líquida.

## Geologia
O betume tem sua origem em organismos vivos. As rochas de origem orgânica forma dois tipos: as combustíveis, chamadas em geologia de caustobiólitos e as não-combustíveis (tais como o giz, calcário e diatômitos), chamados de acaustobiólitos; os betumes e os diversos tipos de carvão mineral formam os dois principais tipos de rochas que se queimam.
A formação do betume natural, começa com a sedimentação de microorganismos marinhos denominados plâncton no leito oceânico. Esses microbiontes eventualmente morrem e formam um sedimento rico em matéria orgânica cujo destino deverá ser a decomposição anaeróbica. Esse processo retira boa parte do oxigênio e nitrogênio da matéria orgânico e, consequentemente, concentra o carbono e o hidrogênio que servirão para a formação posterior dos hidrocarbonetos. A etapa final é a fossilização, que é desencadeada a partir da alta pressão e do calor presentes nesse microambiente marinho.
Betumes também são encontrados em meteoritos e rochas muito antigas (aqueanas) e também em basaltos e rochas alcalinas. É possível que alguns betumes sejam compostos de hidrocarbonetos primordiais originados durante a formação da Terra e retrabalhados posteriormente por bactérias que consomem hidrocarbonetos. Betumes estão associados com mineralizações de chumbo-zinco em depósitos tipo Mississippi Valley. Betumes podem conter elevado conteúdo de enxofre e metais pesados como níquel, vanádio, arsênio, chumbo, cádmio, mercúrio entre outros.

## Usos
Do betume são obtidos vernizes, massas de revestimento, bases para pintura. Para a pavimentação de ruas é utilizado o betume formado de resíduos do petróleo destilado.
Dentre suas inúmeras utilidades, é usado para tratar madeiras, como de curral por exemplo. Prolonga a vida útil e a protege do ataque de cupins.
É também utilizado para tapar as juntas de mosaicos e azulejos de pavimentos e paredes usando-se uma coloração específica, por exemplo, de uma cor próxima das peças referidas atrás. Aqui existem os de interior e exterior conforme a sua utilização.[carece de fontes?]